# Jacques Boulenger
Pour les articles homonymes, voir Boulenger (homonymie).
Jack Amand Romain Boulenger, dit Jacques Boulenger, né le 27 septembre 1879 à Paris 8e et mort le 22 novembre 1944 dans le même arrondissement, est un écrivain, critique littéraire, historien de la littérature et journaliste français.

## Biographie
Ancien élève de l'École des chartes (promotion de 1900), il est également le cofondateur de la Revue du seizième siècle. Il fut l'un des collaborateurs de la Revue critique des idées et des livres de Jean Rivain et Eugène Marsan.
Spécialiste de la littérature médiévale et de la Renaissance, on lui doit plusieurs adaptations des romans de la Table ronde (Lancelot, légende du roi Arthur) et l'édition complète des œuvres de Rabelais dans la Bibliothèque de la Pléiade (Gallimard). Il compose également en 1911 une synthèse historique du Grand Siècle.
Critique littéraire, Boulenger est l'auteur de diverses études dont l'une sur le poète Émile Henriot (Éditions du Divan, 1913), sur Marceline Desbordes-Valmore, Nostradamus, Gérard de Nerval, Paul-Jean Toulet de même que sur le dandysme. Il rassembla ses chroniques de L'Opinion et de L'Écho de Paris dans le recueil Mais l'art est difficile (1921-1922).
Boulenger est aussi romancier, il a entre autres écrit Le Miroir à deux faces en 1928, Crime à Charonne en 1937, Adam et Ève en 1938, et conteur : Les Soirs de l'archipel, Contes de ma cuisinière en 1935.
Ayant affiché dès 1926 des sympathies pour le fascisme, il adhère dès sa création, en 1936, au Parti populaire français. Collaborateur du journal Gringoire, il contribue pendant l'Occupation à plusieurs journaux collaborationnistes : Le Matin, Les Nouveaux Temps, Aujourd'hui, L'Émancipation nationale et Révolution nationale. Il est aussi le rédacteur de nombreux pamphlets antisémites comme Accusés, levez-vous ! en 1941 ou Le Sang français en 1943.
Il est le frère du romancier et escrimeur Marcel Boulenger (1873-1932).
Jacques Boulenger meurt le 22 novembre 1944 au 8 avenue Montaigne, dans le 8e arrondissement de Paris. Il est inhumé dans le cimetière de Montmartre (23e division).

## Œuvres
- Ondine Valmore, Les Bibliophiles fantaisistes, Paris, 1909, lire en ligne sur Gallica.
- Marceline Desbordes-Valmore : d'après ses papiers inédits, Fayard, Paris, 1909, lire en ligne sur Google Livres.
- Marceline Desbordes-Valmore : sa vie et son secret, Plon, Paris, 1926.
- Nostradamus et ses prophéties, éditions Colbert, Paris, 1943.
- Les Chevaliers de la Table ronde, 1948.
- Les Amours de Lancelot du Lac, 1958.
- Les Romans de la Table ronde, 1961.
- Merlin l'enchanteur, 1965.
- La Légende du roi Arthur, 4 tomes, 1993.